# Febreze

Logo

Febreze-Raumspray

Febreze ist ein Geruchsneutralisierer des US-amerikanischen Herstellers Procter & Gamble. Das Produkt wurde ab 1996 in verschiedenen Marktsegmenten getestet und wird seit Juni 1998 großflächig im europäischen und nordamerikanischen Einzelhandel vertrieben. Das Sortiment umfasst Raumsprays, Textilerfrischer, Duftaufsteller, Duftstecker und Duftkerzen.
Laut Hersteller fußt die geruchsvernichtende Eigenschaft von Febreze auf Cyclodextrinen, deren molekulare Struktur einen Hohlraum beinhaltet, in welchem jene Moleküle, die zu geruchsverursachenden Stoffen gehören, eingeschlossen werden, so dass diese vom Menschen nicht mehr wahrgenommen werden können. Im Jahre 2002 reagierte die amerikanische Tierschutzorganisation American Society for the Prevention of Cruelty to Animals (ASPCA) mit einem Produkttest auf Behauptungen, dass Febreze schädlichen Einfluss auf Haustiere genommen habe. Die Vorwürfe wurden nicht bestätigt; Febreze wurde mit einem Siegel der Organisation ausgezeichnet.